# Ah puch
Ah puch (auch Ah ouh puc genannt) war ein Dämon der Maya, der gemeinhin als Skelett mit Krokodilrücken dargestellt wurde. Er war der Dämon der Zerstörung und galt unter dem Namen Uac mitun ahau auch als „Herr der sechs Höllen“. Begleitet wurde Ah puch von einem Hund und dem Moan-Vogel, einem mythischen Wolkendämon. Ah puch war der Totengott der Maya und ist unter vielen verschiedenen Namen bekannt.

Darstellung von Ah Puch aus dem Codex Dresdensis
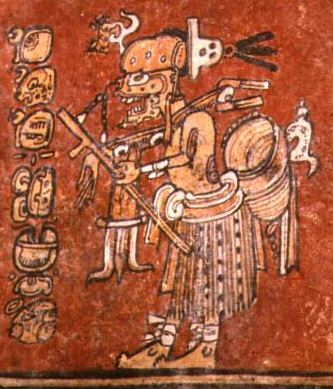
Weitere Darstellung von Ah Puch